# Crepidostomum salmonis
Crepidostomum salmonis är en plattmaskart. Crepidostomum salmonis ingår i släktet Crepidostomum och familjen Allocreadiidae. Inga underarter finns listade i Catalogue of Life.